# Hadena intensa
Hadena intensa är en fjärilsart som beskrevs av W. Warren 1909. Hadena intensa ingår i släktet Hadena och familjen nattflyn. Inga underarter finns listade i Catalogue of Life.